# Alive (Robin-McAuley-Album)
Alive ist das am 17. Februar 2023 veröffentlichte dritte Soloalbum des irischen Sängers Robin McAuley.

## Hintergrund
Robin McAuley hatte im September 2021 sein bis dahin zweites Soloalbum veröffentlicht und sich anschließend wieder der Arbeit am Bandprojekt Black Swan zugewandt, dem er gemeinsam mit Jeff Pilson, Reb Beach und Matt Starr angehört. Die Gruppe veröffentlichte ihr zweites Album, Generation Mind, am 8. April 2022.
Bereits während der Arbeit an diesem Album hatte McAuley Songideen, die seiner Aussage nach „nicht zwingend zur Band passten“. Im Sommer 2022 traf er sich bei einem schwedischen Festival mit dem Bassisten, Keyboarder und Produzenten Allessandro Del Vecchio.
Bei den anschließenden Aufnahmen kam teilweise Studiotechnik zum Einsatz, die für den Hardrock eher unüblich, zumindest aber ungewöhnlich ist. So wurde beispielsweise für den als zweite Single veröffentlichten Titel Feel Like Hell Auto-Tune als Effekt eingesetzt.
Als erste Single wurde am 16. Dezember 2022 das Titellied ausgekoppelt, Feel Like Hell folgte am 13. Januar 2023. Eine Woche vor der Veröffentlichung des Albums erfolgte am 8. Februar 2023 die Auskopplung der dritten Single, Can’t go On. Zu allen drei Singles wurden Musikvideos produziert, bei Can’t go On handelt es sich um ein Lyric-Video.
Das Album erschien in der CD- und Downloadversion am 17. Februar 2023, die Veröffentlichung auf Schallplatte erfolgte am 8. April des Jahres. Eine limitierte Vinylversion des Albums ist exklusiv über den Webstore des Plattenlabels erhältlich. In Japan umfasst das Album zwölf Titel, als Bonustrack wurde dort das Lied Can’t go On in einer Akustikversion veröffentlicht.

## Titelliste
| Nr.          | Titel                                                            | Autor(en)                                                               | Länge |
| ------------ | ---------------------------------------------------------------- | ----------------------------------------------------------------------- | ----- |
| 1.           | Alive                                                            | Allessandro Del Vecchio, Robin McAuley, Herman Nori, Guillermo De Medio | 5:14  |
| 2.           | Dead as a Bone                                                   | McAuley, Ulrick Lönnqvist, Pete Alpenborg, Del Vecchio                  | 3:50  |
| 3.           | Bless Me Father                                                  | Del Vecchio, McAuley, Nori, De Medio                                    | 3:53  |
| 4.           | Feel Like Hell                                                   | Del Vecchio, McAuley, Nori, De Medio                                    | 3:37  |
| 5.           | Can’t go On                                                      | McAuley, Lönnqvist, Alpenborg, Del Vecchio                              | 4:25  |
| 6.           | The Endless Mile                                                 | Del Vecchio, McAuley, Nori, De Medio                                    | 4:12  |
| 7.           | Fading Away                                                      | McAuley, Tommy Denander                                                 | 3:18  |
| 8.           | My Only Son                                                      | McAuley, Denander                                                       | 4:18  |
| 9.           | When the Time has Come                                           | McAuley, Lönnqvist, Alpenborg, Del Vecchio                              | 4:19  |
| 10.          | Stronger Than Before                                             | McAuley, Lönnqvist, Alpenborg, Del Vecchio                              | 3:31  |
| 11.          | Who I Am                                                         | McAuley, Lönnqvist, Alpenborg, Del Vecchio                              | 3:34  |
| 12.          | Can’t go On (Akustikversion, Bonustrack der japanischen Ausgabe) | McAuley, Lönnqvist, Alpenborg, Del Vecchio                              |       |
| Gesamtlänge: | Gesamtlänge:                                                     | Gesamtlänge:                                                            | 44:11 |

## Rezeption

### Rezensionen
Metal Hammer schrieb, gehe es „um die Solokarriere des heute 70-Jährigen, schien sich diese nach dem 1999er-Startschuss Business as Usual zunächst etwas schleppend zu gestalten.“ Nun jedoch mache McAuley „die lange Pause wett“ und lege „nur zwei Jahre nach Standing on the Edge (2021) nach.“ McAuley nehme „mit gleicher italienischstämmiger Backingband, darunter auch Bassist/Keyboarder/Produzent Alessandro Del Vecchio, den Titel seines dritten Alleingangs wörtlich“ und präsentiere „ein stimmiges, melodisches und agiles Hard Rock-Album, das sich mühelos in sein respektables Alterswerk“ füge. „US-assimilierte Whitesnake, (nicht nur stimmliche) Parallelen zu Achtziger-Scorpions und ein Quäntchen Winger“ seien auf Alive richtungsweisend und bildeten „den perfekten klanglichen Referenzrahmen für ein Album“, das neben „durchgehend überdurchschnittlicher Qualitätskost mit Bless Me Father, The Endless Mile’ und Who I Am’ sogar einige ausgemachte Hits in petto“ habe. Der Rezensent vergab fünf von sieben möglichen Punkten.
Peter Engelking schrieb in Rocks unter der Überschrift Unversiegbarer Kreativquell, es scheine, als sei der zu diesem Zeitpunkt siebzigjährige „agile Sänger in den vergangenen Jahren in einen Kreativbrunnen gefallen, aus dem er unerlässlich Ideen für neue Songs“ schöpfe. Er ackere „für MSG, Black Swan und unter eigenem Namen auf mehreren Baustellen“, „schludrig“ gehe es auf keiner davon zu. Dem bärenstarken Black-Swan-Album Generation Mind lasse „die irisch-stämmige Frohnatur“ ein Solo-Album folgen, das „so energetisch wie melodisch“ ausfalle. Dabei mache McAuley „durchaus Zugeständnisse an den Zeitgeist“ und hülle vereinzelte Stücke wie Feel Like Hell oder Fading Away in „ein modern tönendes, sich elektronischen Spielereien nicht verschließendes“ Klanggewand. Hauptsächlich bediene er mit Alive indes „eine Klientel, die ihn während seiner Zeit mit der McAuley Schenker Group kennen und lieben“ gelernt habe. Engelking vergab 7,5 von 10 möglichen Punkten.

### Charts und Chartplatzierungen
| ChartsChartplatzierungen | Höchstplatzierung | Wochen |
| ------------------------ | ----------------- | ------ |
| Schweiz (IFPI)           | 43 (1 Wo.)        | 1      |